# 隆化县
隆化县是承德市所辖的一个县。位于河北省北部，周围毗邻内蒙古自治区、承德市双滦区、承德县、滦平县、丰宁满族自治县、围场满族蒙古族自治县。总面积5474平方公里。縣人民政府駐隆化鎮興州路115號。
该县因当年明月（石悦）一度在此处挂职副县长而被大陆网络关注。

## 人口
截至2020年11月1日，承德市第七次人口普查數據公佈，隆化縣常住人口347707人。

## 气候
年均气温6.5℃，年降水量500毫米。

## 行政区划
隆化县下辖1个街道办事处、9个镇、7个乡、8个民族乡：
安州街道、韩麻营镇、中关镇、七家镇、汤头沟镇、张三营镇、唐三营镇、蓝旗镇、步古沟镇、郭家屯镇、茅荆坝镇、苔山镇、荒地镇、章吉营镇、偏坡营镇、尹家营满族乡、庙子沟蒙古族满族乡、山湾乡、八达营蒙古族乡、太平庄满族乡、旧屯满族乡、西阿超满族蒙古族乡、碱房乡、韩家店乡和湾沟门乡。

## 交通
- 233国道过境。